# Molon de Rhodes
Pour les articles homonymes, voir Apollonios.
Molon de Rhodes ou Apollonius Molon (Ἀπολλώνιος ὁ Μόλων) (fl. au début du Ier siècle av. J.-C.) est un rhéteur grec né à Alabanda.
Il eut comme disciple Cicéron et César.
Étant un asianiste modéré, il eut une influence importante sur Cicéron.
Apollonius, envoyé à Rome en qualité d'ambassadeur l'an 82 av. J.-C., y obtint un grand succès
Outre son enseignement oratoire, Apollonius Molon est connu par ses opinions philosophiques; il appartenait à la secte stoïcienne. Il paraît avoir soutenu des polémiques contre les Juifs, dont il a jugé sévèrement les mœurs et les opinions religieuses. Il est cité à plusieurs reprise par Flavius Josephe (Contre Apion livre II 16, 79, 145,148, 236, 255, 262, 270, 295)

Lien externe
- Cosmovisions